# Па Тат Луанг
Па Тат Луанг (лао језик ພຣະທາດຫຼວງ „Велика ступа“) је велика будистичка ступа прекривена златом у центру Вијентијана, престонице Лаоса. Од своје прве изградње, која се процењује на 3. век, ова ступа је подвргнута бројним рестаурацијама, завршно са 1930. услед стране инвазије у овом подручју. Сматра се најважнијим националним спомеником у Лаосу и државним симболом.

## Историја
Према веровањима народа Лаоса, храм Па Тат Луанг је првобитно саграђен као хинду храм у 3. веку. Цар Ашока је послао будистичке мисионаре из Мауријског царства, међу којима је био и Бери Чан односно Праја Чантабури Паситисак и пет Арахата монаха који су у ступу донели свету реликвију (верује се да је у питању грудна кост) Господара Буде. Она је обновљена у 13. веку као кмерски храм који се урушио.
Средином 16. века, краљ Сетхатират преместио је своју престоницу из Луанг Прабанга у Вијентијан и наредио је градњу храма Па Тат Луанг од 1566. године. Он је обновљен на око 4 km од центра Вијентијана на крају пута Тат Луанг и назван је „Па Тат Луанг“. Основа храма имала је дужину и ширину од 69 метара и висину од 45 метара, а била је окружена са 30 мањих ступа.
Током 1641, холандски изасланик холандске Источноиндијске компаније, Герит ван Вујсоф, посетио је Вијентијан и угостио га је краљ Суригна Вонгса у храму, где је, наводно, примљен уз величанствену церемонију. Он је забележио да су га посебно импресионирали „огромна пирамида и њен врх је прекривен златним листом тежине око хиљаду фунти“. Међутим, Ступа је више пута опљачкана од стране Бурманаца, Сијамаца и Кинеза.
Па Тат Луанг је уништен од стране тајландске инвазије 1828. године, након које је остао тешко оштећен и напуштен. Тек су га 1900. године Французи обновили по оригиналном дизајну на основу детаљних цртежа из 1867. године које је начинио француски архитекта и истраживач Луј Делапорте. Међутим, први покушај обнове био је неуспешан и храм је морао бити редизајниран, а затим и обновљен 1930. године. Током Француско-тајландског рата, Па Тат Луанг био је тешко оштећен током бомбардовања Тајланда. По завршетку Другог светског рата, Па Тат Луанг је реконструисан.

## Галерија
- Храм Па Тат Луанг
- Поглед на ступу унутар храма
- Национални симбол Лаоса у сумрак
- Нага унутар храма
- Татлуанг Фестивал (2010)
- Татлуанг Фестивал (2010)
- Па Тат Луанг ноћу

## Архитектура
Архитектура грађевине укључује многе сегменте Лао културе и идентитета, и тако је постао симбол Лао национализма. Ступа се данас састоји од три нивоа, сваки одражавајући део будистичке доктрине. Димензије првог нивоа су 67 m х 68 m, други ниво износи 47 m х 47 m и трећи ниво износи 29 m х 29 m. Од темеља до врха, Па Тат Луанг је висок 44 метра.
Подручје око Па Тат Луанга је сада ограђена, како би се саобраћај удаљио. Раније су посетиоци могли да се возе око целог комплекса. Ограда је дуга око 85 метара и садржи велики број лаоских и кмерских скулптура, укључујући и статуу Џајавармана VII.